# Jarabina
Jarabina este o comună slovacă, aflată în districtul Stará Ľubovňa din regiunea Prešov. Localitatea se află la altitudinea de 587 m deasupra n.m., se întinde pe o suprafață de 22,9 km2 și în 2017 număra 917 locuitori.

## Istoric
Localitatea Jarabina este atestată documentar din 1329.

## Demografie
| An:                | 1994 | 2004   | 2014   | 2024   |
| ------------------ | ---- | ------ | ------ | ------ |
| Număr de persoane: | 836  | 844    | 895    | 925    |
| Diferență:         |      | +0,95% | +6,04% | +3,35% |

| An:                | 2023 | 2024   |
| ------------------ | ---- | ------ |
| Număr de persoane: | 923  | 925    |
| Diferență:         |      | +0,21% |